# بال جبرئیل
بال جبرئیل (به اردو: بال جبریل‎) نام کتابی از اقبال لاهوری، شاعر و فیلسوف اهل جنوب آسیاست. این کتاب دومین کتاب شعر محمد اقبال است که به زبان اردو نوشته شده‌است و بهترین اثر او در این زبان به‌شمار می‌آید. بال جبرئیل در سال ۱۹۳۵ به چاپ رسید و شامل ابیاتی است که شاعر مشرق در زمان بازدید از بریتانیا، ایتالیا، مصر، فلسطین، فرانسه، اسپانیا و افغانستان سروده‌است.